# Ermida de Nossa Senhora da Boa Viagem (Vila do Porto)

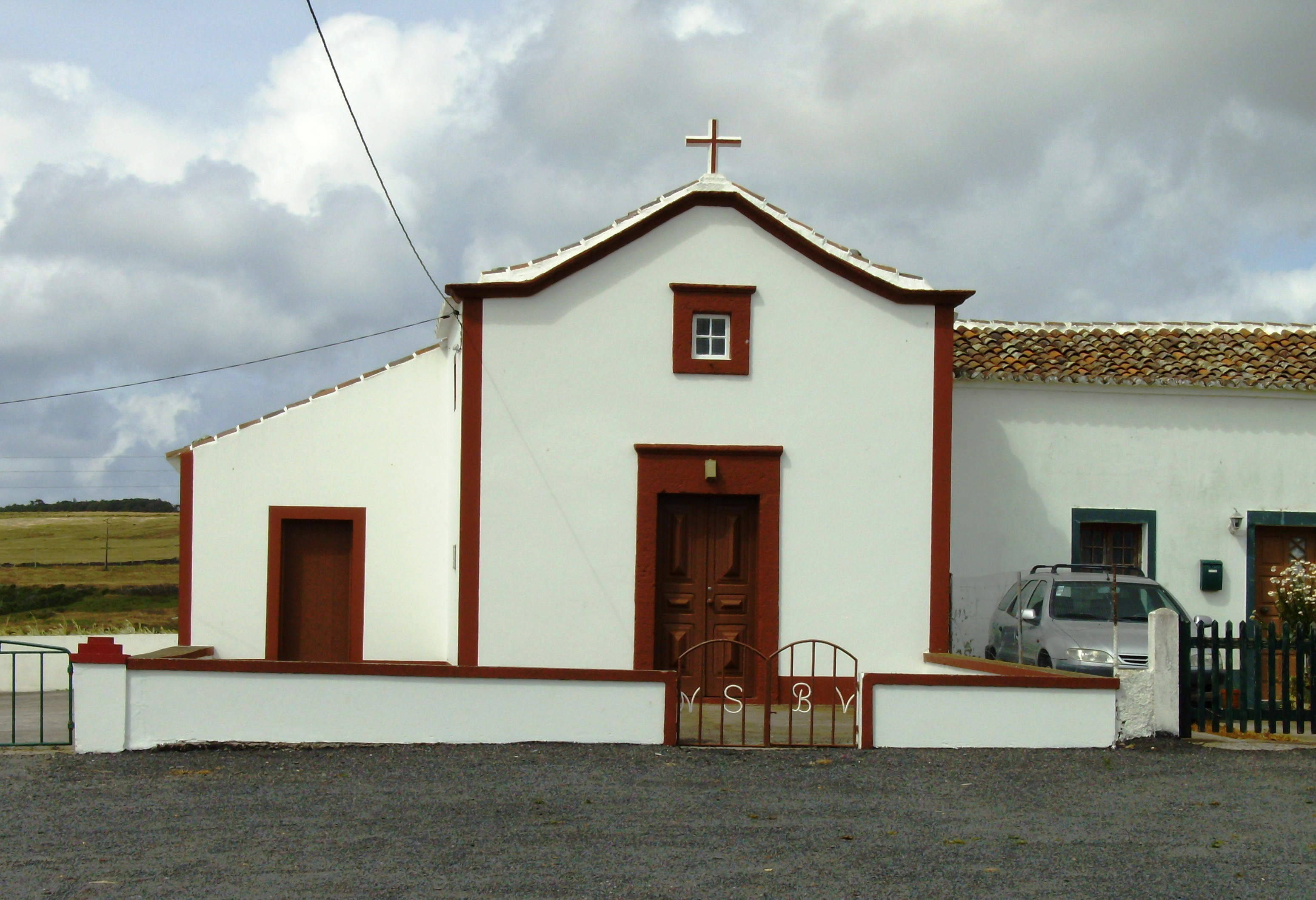
Ermida de Nossa Senhora da Boa Viagem.

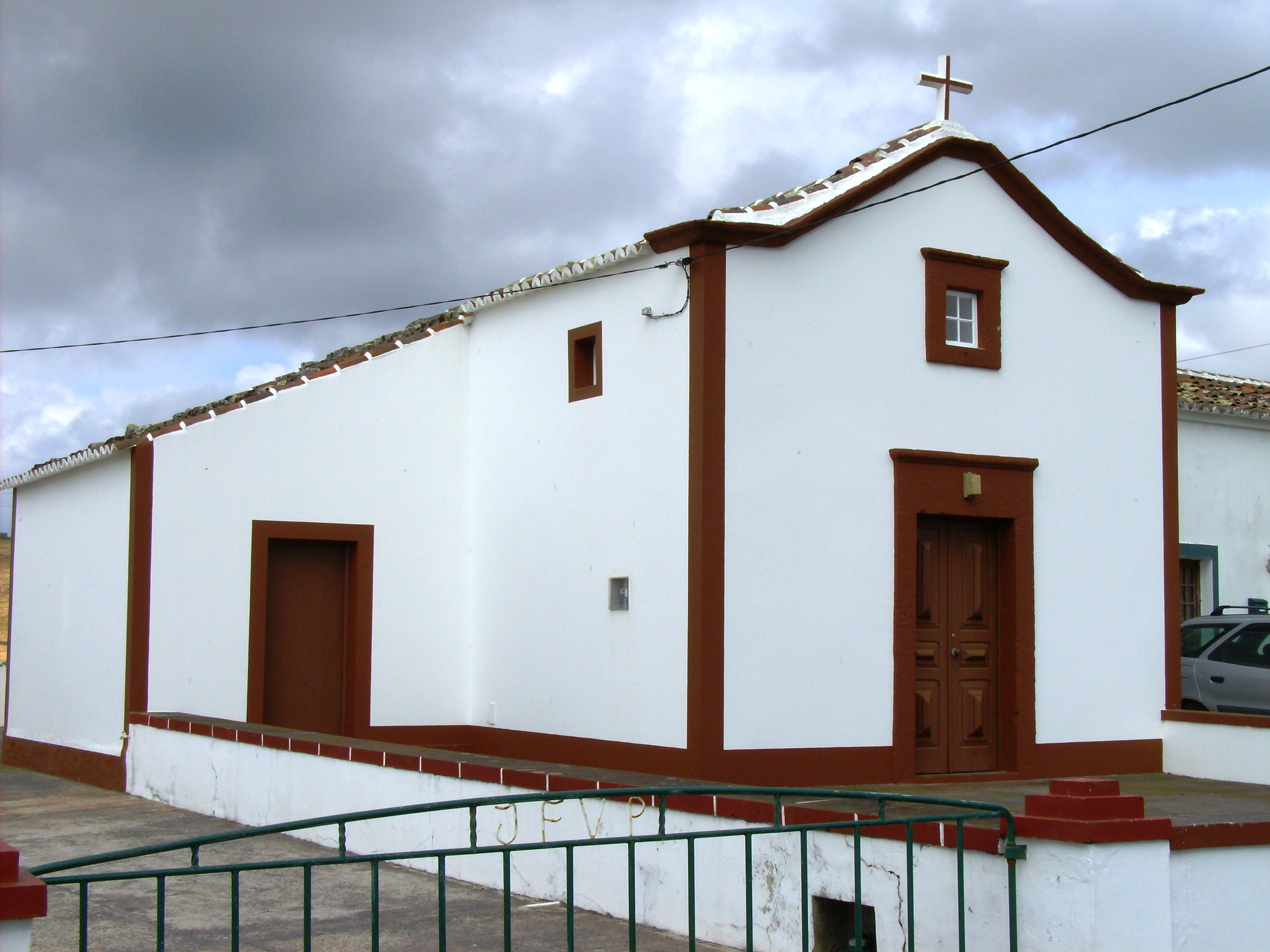
Ermida de Nossa Senhora da Boa Viagem.

A Ermida de Nossa Senhora da Boa Viagem, também referida como Ermida de Santa Ana, localiza-se no lugar de Santana, na freguesia da Vila do Porto, município da Vila do Porto, na ilha de Santa Maria, nos Açores.

## História
Remonta a uma ermida que se erguia próximo ao Aeroporto de Santa Maria. MONTEREY (1981) remonta a sua construção ao século XVIII.
A seu respeito, o Tenente-coronel José Carlos de Figueiredo regista:
"(...) Continuando a dita planície a caminho do Noroeste, há uma ribeira que corre todo o ano, chamada Sant'Anna, e corre do Nordeste ao Nor-Noroeste onde vaza. Este sítio de Sant'Anna também se chama Nossa Senhora da Boa Viagem com sua Ermida onde estão quatorze cazaes de seareiros, em distância da Vila uma légoa."

## Características
Em alvenaria de pedra rebocada e caiada, apresenta planta retangular com capela-mor também retangular mas pouco mais estreita que o corpo principal. O corpo da sacristia encontra-se adossado à fachada lateral esquerda do corpo principal da ermida.
A fachada é rasgada por uma porta com verga reta, encimada por uma pequena janela quadrangular. Tanto a porta como a janela apresentam uma pequena cornija a rematar superiormente o lintel.
A cobertura é de duas águas, em telha de meia-cana tradicional, rematada por beiral simples, com uma cruz na cumeeira.
O interior apresenta nave única, com coro-alto e escadas de acesso em betão armado. Nela destaca-se o arco triunfal em cantaria. O teto é de três esteiras, em madeira.